# Helena Almeida
Pour les articles homonymes, voir Almeida (homonymie).
Helena Almeida (née à Lisbonne en 1934 et morte à Sintra le 25 septembre 2018) est une photographe et artiste visuelle portugaise. 

## Biographie
Helena Maria de Castro Neves de Almeida est la fille du sculpteur portugais Leopoldo de Almeida, avec lequel elle travaille dans son studio de Lisbonne dès son plus jeune âge. Diplômée d'un cursus en peinture de l’Université de Lisbonne en 1955, elle explore la peinture dès ses premières années de formation avant de découvrir le potentiel expressif de la photographie en noir et blanc.
Mariée à l'architecte et photographe Artur Rosa (pt), et mère de deux enfants, elle obtient une bourse en 1964 et se rend à Paris. En 1967, elle expose pour la première fois individuellement à la Galerie Buchholz (Lisbonne).

## Pratique artistique
Dans les années 1960, à la manière des toiles fendues de Lucio Fontana, Helena Almeida produit des œuvres qui s'attaquent à la matérialité du tableau, du châssis et de la toile. Avec Sem título, 1969 (Coll. Fundação de Serralves) la toile glisse du cadre pour laisser le châssis apparent. Son travail consiste alors à démanteler la structure logique et perceptive de la peinture et de son support. « Elle dresse l'inventaire des éléments constitutifs de tout tableau: toile, châssis, murs, pigments, touches...une lecture de la peinture à son degré zéro. »
À partir de 1975, avec la série Pintura Habitada (photographies noir & blanc et acrylique), son œuvre se caractérise par la singulière association de plusieurs médiums. La peinture, la photographie et la performance cohabitent au sein d'une même composition pour interroger leurs propres limites. Elle utilise ici son propre corps et se met en scène dans un jeu de miroir couvert d’aplats bleus.
Son travail des années 1980 se distingue par l'omniprésence du corps, avec Ponto de Fuga (Point of Escape), 1982 (photographie noir et blanc) elle occupe l'espace vêtue de noir dans une mise en scène qui cite ses ambitions performatives.
Dans la série « Séduire » du début des années 2000, elle interprète des corps, des pieds et des mains qui cherchent un rapport au sol. Alors âgée de soixante-dix ans, elle se tient en équilibre sur un pied, chaussée d'escarpins à talon haut, se cambre et s'assouplit dans un effort chorégraphié. Dans une des photographies de cette série, toujours vêtue de noir, elle recouvre son pied de peinture rouge comme une semelle carmin évocatrice. Ces poses, naturelles ou chorégraphiées sont autant de tentatives à faire parler le corps, à séduire.
En 2007, elle se met en scène avec son mari, Arthur Rosa, dans une série de photographies tirées à grande échelle (Looking Back, 2007). Par la monumentalité du tirage, la performance devient sculpturale, ils jouent ensemble sur le hors champs et les distances, tronquent leurs corps.

## Distinctions
- Grand officier de l'ordre de l'Infant Dom Henri

## Expositions personnelles
- « Alternativa Zero », Portugal, années 1970[11]
- « Tela rosa para vestir », 2008, Fondation Telefónica, 2008[11]
- « Helena Almeida, Trabalhos Recentes », 2011, Galerie Les filles du calvaire, Paris, France
- « Cara a cara : El retrato en la coleccion Foto Colectania », 2015, Fundacio Foto Colectania, Barcelone
- « Corpus », 2015, Fundação de Serralves, Museu de Arte Contemporânea, Porto, Portugal[12]
- « Corpus », 2016, Jeu de Paume, Paris, France[4],[13]

Elle représente la Portugal lors de la XLe Biennale de Venise,.

## Œuvres
- Sans titre, 1969, acrylique sur toile et bois, 131 x 99 x 15 cm, collection Fundação de Serralves, Porto.
- Pintura habitada, 1975, acrylique sur photographie noir et blanc, collection Fundação de Serralves, Porto[16].
- Ponto de Fuga (Point of Escape), 1982 (photographie noir et blanc), collection Mario Sequeira, Braga, Portugal.
- Helena Almeida, Dentro de mim (Inside me), 1998, photographie noir et blanc, 189 × 126 cm, collection Fundação Luso-Americana para o Desenvolvimento, Lisbonne.
- Desheno, 1999.